# 兵庫県立津名高等学校
兵庫県立津名高等学校（ひょうごけんりつ つなこうとうがっこう）は、兵庫県淡路市志筑にある県立高等学校。略称は「津名高」（つなこう）。

## 概要
- 教育目標

互いを思いやり、尊重し、命や人権を大切にする人間尊重の精神を基盤に、自主性・創造性・協調性を培い、個性豊かな心身ともに、逞しい生徒を育成する。
- 校舎

地中海風のモダンなデザインの校舎は淡路島百景に選ばれている。五角形（ペンタゴン）をしており中庭は野外ステージとなっている。屋上にそびえるカリヨンは同校のシンボルである。
現在の校舎は2005年に新築移転されたもので、旧校舎の一部は関西看護医療大学のキャンパスとして利用されている。
- その他

津名高体操という伝統ある独自の体操がある。
小川元延が1982年より2700時間かけ作成したパイプオルガンがあり、完成時は全国に報道された。
2017年度よりNIE実践校に指定されている。

## 設置学科
- 全日制
  - 普通科 - 2年次に、α類型、β類型（文系）、β類型（理系）の3コースに分かれる
  - 文理探求科 - 定員のすべてを推薦入試で募集

## 沿革
- 1920年（大正9年）1月1日 - 志筑町立志筑技芸女学校創立。

### 旧制志筑高等女学校
- 1927年（昭和2年）4月1日 - 志筑町立志筑実科高等女学校に改称する。
- 1937年（昭和12年）4月1日 - 志筑町立志筑高等女学校に改称する。
- 1945年（昭和20年）4月1日 - 県立移管し、兵庫県立志筑高等女学校に改称する。

### 津名高等学校
- 1948年（昭和23年）4月1日 - 学制改革により兵庫県立津名高等学校に校名変更。男女共学制実施。
- 1949年（昭和24年）3月31日 - 廃校になった兵庫県立一宮農業高等学校の在校生の一部を編入
- 1950年（昭和25年）3月30日 - 昭和天皇が行幸（昭和天皇の戦後巡幸）[1]。校庭に津名郡奉迎場が設けられた[2]。
- 1952年（昭和27年）10月12日 - 校旗を制定。
- 1953年（昭和28年）2月25日 - 校歌を制定。
- 1973年（昭和48年）3月31日 - 番城が丘（現在地）に第二運動場竣工。
- 1986年（昭和61年）4月1日 - 理数コース開設、校木、校花を制定する。
- 1990年（平成2年）
  - 4月1日 - 家政科の募集を停止する。
  - 創立70周年記念として同窓会・育友会より「鼓動の塔（カリヨン）」が寄贈され、同校のシンボルとなる。
- 1997年（平成9年）4月1日 - 2学期制を実施。
- 2002年（平成14年）4月1日 - 2学期制を廃止。
- 2003年（平成15年）4月1日 - 理数コースを総合科学コースに改編する。
- 2005年（平成17年）4月1日 - 現在地（第二運動場併設地）に校舎を新築・移転する。旧校舎跡地は関西看護医療大学のキャンパスとなっている。
- 2007年（平成19年）3月14日 - 同窓会館（エンジ会館）竣工。
- 2013年（平成25年）3月26日 - 生徒会主導の署名活動により、2009年の落雷により故障していたカリヨンが復旧する。
- 2017年（平成29年）4月1日 - NIE実践校に指定される。
- 2025年（令和7年）4月1日 - 総合科学コースを廃止、文理探求科を新設。

## 基礎データ

### アクセス
- 本四海峡バス・淡路市生活観光バス路線「津名高校前」停留所 徒歩5分
- 「津名港」高速バスターミナル 徒歩10分

### 象徴

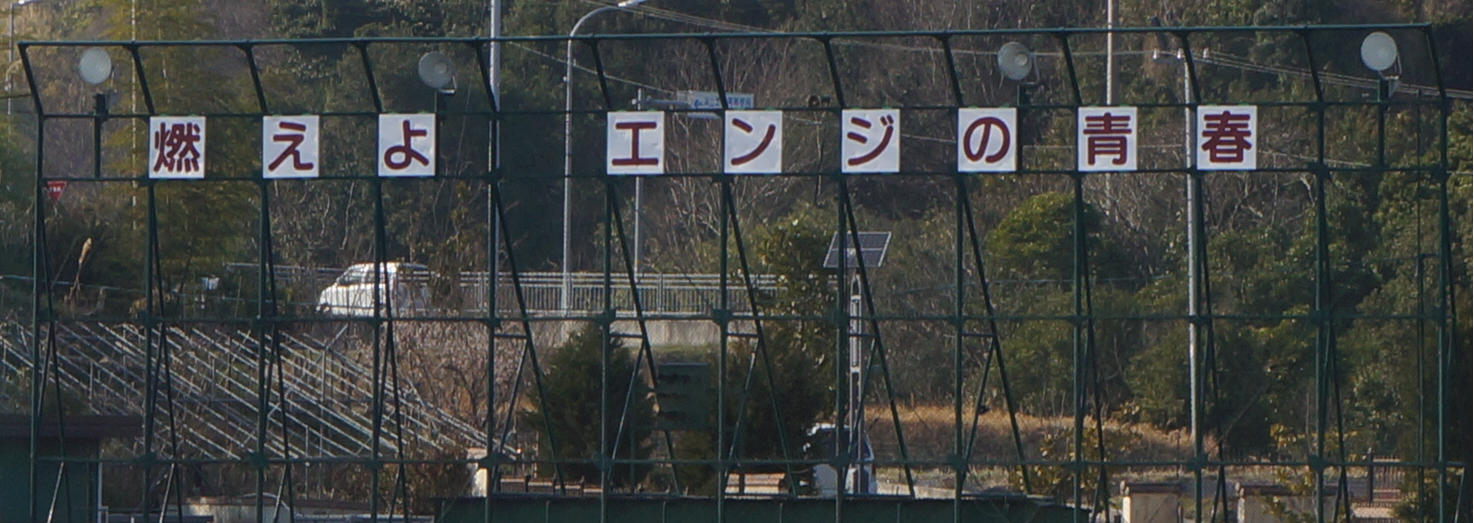
バックネットに掲げられた「燃えよエンジの青春」の文字

校章
小倉百人一首の「淡路島かよう千鳥のなく声に幾夜ねざめぬ須磨の関守」にちなみ淡路島を象徴する千鳥と波を象ったものである。
校歌
作詞：竹中郁、作曲：大澤壽人
応援歌
作詞：高谷賀子、作曲：横山国男
校木・校花
シイ・バラ
スクールカラー
エンジ（運動部各部の部旗の色はエンジに統一されている。野球部バックネットには『燃えよエンジの青春』というスローガンが掲げられている。同窓会館の通称はエンジ会館である。エンジの青春というスローガンは、1988年に毎日新聞で長期連載された『津名高校物語』の執筆に由来すると言われている。）

## 学校行事
観藤会
「かんとうえ」と読む。茶道部が地域住民等を招待してフジの花を観賞しながらお茶を楽しむ会で、1964年から続く伝統行事である。
修学旅行
数年前まではシンガポール・マレーシアと公立高校としては珍しく海外修学旅行を行っていたが、現在は北海道でのスキー体験が主である。
ふるさと強歩大会
同校（淡路市志筑） - 淡路市立石屋小学校（同市岩屋）間の山間（津名丘陵）の道約40キロメートルを歩く同校の名物行事（スタート地点とゴール地点は毎年入れ替え）。近年は行き先を多賀の浜（同市郡家）に変更し、距離は約9キロメートルと大幅に短縮された。

## 部活動
ギターマンドリン部は全国大会最優秀賞を獲得した実績があり、43年連続全国大会出場を続けている。（2022年現在）
- 体育部 - 野球、サッカー、バレーボール、バスケットボール、柔道、剣道、卓球、陸上、ソフトテニス
- 文化部 - 吹奏楽、ギターマンドリン、メディア、放送、書道、美術、ESS、情報科学、クッキング、演劇、生物・化学、家庭、茶華道

## 著名な出身者

### スポーツ選手
- 伊藤祐樹（社会人野球選手、元日本代表主将、日産自動車野球部監督）
- 木戸賢永（元プロ野球選手、南海ホークス）
- 児玉弘義（元プロ野球選手・コーチ、近鉄バファローズ）
- 出口雄樹（柔道選手、旭化成所属、元日本代表）
- 坂東悠汰（陸上選手、富士通所属、箱根駅伝出場、日本陸上競技選手権大会クロスカントリー競走2019優勝、東京五輪陸上男子5000m出場）
- 平岡佑梧（ヤクルトスワローズスカウト、元プロ野球選手、香川オリーブガイナーズ）
- 村上忠則（野球選手、IBAFワールドカップ日本代表監督、元横浜ベイスターズゼネラルマネージャー）
- 村西良太（プロ野球選手、オリックス・バファローズ）
- 吉田征人（元プロ野球選手、阪急ブレーブス-オリックスブルーウェーブ）

### 学者
- 生田勝義（刑法学者、立命館大学名誉教授）
- 砂川伸幸（経営学者、京都大学大学院教授、船井総研ホールディングス取締役、ファイナンス学会理事）
- 井上民二（生態学者、京都大学生態学研究センター教授）
- 魚住孝幸（物理学者、大阪公立大学大学院工学研究科教授）
- 島津秀紀（医学博士、武庫川女子大学教授、マサチューセッツ工科大学リサーチサイエンティスト）
- 田阪茂樹（物理学者、岐阜大学名誉教授、東京大学宇宙線研究所シニアフェロー）
- 冨田佳宏（工学者、神戸大学名誉教授、日本材料学会会長）
- 坂東省次（スペイン語学者、京都外国語大学名誉教授）

### その他
- 植松浩二（淡路市副市長、元総務官僚、元和歌山市助役、元熊本市副市長、全国市町村国際文化研究所学長）
- 大滝瓶太（小説家、阿波しらさぎ文学賞）
- 沖隆二郎（俳優）
- 門康彦（元淡路市長）
- かみじょうたけし（芸人、松竹芸能）
- 小久保正雄（元ロンドンBBCアナウンサー、元兵庫県議会議員、元北淡町長）
- 柴生進（元兵庫県議会議員、元川西市長）
- 樽井眞邦（写真家）
- 濱田昭生（作家、歴史浪漫文学賞受賞）

## 周辺
- 津名港
- 淡路市立津名中学校